# Napoleon (rapper)
Mutah Wassin Shabazz Beale (11 oktober 1977), vooral bekend als Napoleon, is een voormalig lid van Tupac Shakurs rapgroep Outlawz. Beale is bekeerd tot de islam en is tegenwoordig bezig met het houden van toespraken over zijn leven.
Over zijn leven is een documentaire gemaakt onder de titel Napoleon: Life of an Outlaw.